# Empire Award du meilleur film fantastique ou de science-fiction
Les Empire Awards du meilleur film fantastique ou de science-fiction (Empire Award for Best Sci-Fi/Fantasy) sont des prix qui sont décernés chaque année depuis 2006 par le magazine de cinéma britannique Empire.
Les récompenses sont votées par les lecteurs du magazine, concernant les films sortis l'année précédant celle de la cérémonie.

## Palmarès

### Années 2000
- 2006 : Star Wars, épisode III : La Revanche des Sith (Star Wars, Episode III: Revenge of the Sith)
  - Harry Potter et la Coupe de feu (Harry Potter and the Goblet of Fire)
  - King Kong
  - Serenity
  - Le Monde de Narnia : Le Lion, la Sorcière blanche et l'Armoire magique (The Chronicles of Narnia : The Lion, the Witch and the Wardrobe)
- 2007 : Le Labyrinthe de Pan (El Laberinto del fauno)
  - Les Fils de l'homme (Children of Men)
  - Pirates des Caraïbes : Le Secret du coffre maudit (Pirates of the Caribbean: Dead Man's Chest)
  - Superman Returns
  - X-Men : L'Affrontement final (X-Men: The Last Stand)
- 2008 : Stardust, le mystère de l'étoile (Stardust)
  - 300
  - Harry Potter et l'Ordre du phénix (Harry Potter and the Order of the Phoenix)
  - Sunshine
  - Transformers
- 2009 : Wanted : Choisis ton destin (Wanted)
  - Hellboy II : Les légions d'or maudites (Hellboy II: The Golden Army)
  - Iron Man
  - The Dark Knight : Le Chevalier noir (The Dark Knight)
  - WALL-E

### Années 2010
- 2010 : Star Trek
  - Avatar
  - District 9
  - L'Imaginarium du docteur Parnassus (The Imaginarium of Doctor Parnassus)
  - Moon
- 2011 : Harry Potter et les Reliques de la Mort, 1re partie (Harry Potter and the Deathly Hallows)
  - Alice au pays des merveilles (Alice in Wonderland)
  - Inception
  - Kick-Ass
  - Scott Pilgrim (Scott Pilgrim vs. the World)
- 2012 : Thor
  - Captain America: First Avenger
  - La Planète des singes : Les Origines (Rise of the Planet of the Apes)
  - Super 8
  - X-Men : Le Commencement (X-Men: First Class)
- 2013 : Le Hobbit : Un voyage inattendu (The Hobbit : An Unexpected Journey)
  - Looper
  - Avengers (The Avengers)
  - Prometheus
  - Dredd
- 2014 : Le Hobbit : La Désolation de Smaug (The Hobbit: The Desolation of Smaug)
  - Hunger Games : L'Embrasement (The Hunger Games: Catching Fire)
  - Pacific Rim
  - Star Trek Into Darkness
  - Gravity
- 2015 : X-Men: Days of Future Past
  - Les Gardiens de la galaxie (Guardians of the Galaxy)
  - La Planète des singes : L'Affrontement (Dawn of the Planet of the Apes)
  - Le Hobbit : La Bataille des Cinq Armées (The Hobbit: The Battle of the Five Armies)
  - Interstellar
- 2016 : Star Wars, épisode VII : Le Réveil de la Force (Star Wars: The Force Awakens)
  - Hunger Games : La Révolte, partie 2 (The Hunger Games: Mockingjay – Part 2)
  - Jurassic World
  - Mad Max: Fury Road
  - Seul sur Mars (The Martian)
- 2017 : Quelques minutes après minuit (A Monster Calls)
  - Premier contact (Arrival)
  - Doctor Strange
  - Rogue One: A Star Wars Story
  - 10 Cloverfield Lane
- 2018 : Wonder Woman
  - Logan
  - Star Wars, épisode VIII : Les Derniers Jedi (Star Wars: The Last Jedi)
  - Thor : Ragnarok
  - Blade Runner 2049